# PEC Zwolle in het seizoen 2013/14 (vrouwen)
Het seizoen 2013/2014 was het 4e jaar in het bestaan van de Zwolse vrouwenvoetbalclub PEC Zwolle. De club kwam uit in de Women's BeNe League en nam deel aan het toernooi om de KNVB beker. Het elftal stond onder leiding van Sebastiaan Borgardijn.

## Wedstrijdstatistieken

### Women's BeNe League
| 1e speelronde | WD Lierse SK | 1 - 1 (0 - 1)               | PEC Zwolle | Opstelling PEC Zwolle: |
| 30 augustus 2013 Aanvangstijd: 20:30 uur Plaats: Lier Herman Vanderpoortenstadion Toeschouwers: n.n.b. Scheidsrechter: n.n.b.         | 64' Stéphanie Van Gils | Wedstrijdverslag[dode link] | 44' Marianne van Brummelen | Olthuis, Klein Braskamp, Brummel, Van Brummelen (68' Van der Pol), Smit, Frijlink, Scheggetmann, Bruinenberg (79' Heuvels), Van Daelen (46' Kogelman), Schepers, Kets Brummel (62'), Smit (89'), Scheggetmann (89') |
| 2e speelronde | PEC Zwolle | 1 - 3 (1 - 1)               | SC Telstar VVNH | Opstelling PEC Zwolle: |
| 3 september 2013 Aanvangstijd: 19:30 uur Plaats: Zwolle IJsseldeltastadion Toeschouwers: n.n.b. Scheidsrechter: n.n.b.                | 11' Tessa Klein Braskamp | Wedstrijdverslag            | 9' Lavinia Poku 90' Lavinia Poku 90+2' Kirsten Koopmans                                                                              | Olthuis, Kogelman, Scheggetmann, Van der Pol, Klein Braskamp, Bruinenberg, Schepers (46' Nijman), Smit, Frijlink, Van Brummelen (82' Kets), Van Daelen (69' Brummel)                                                |
| 3e speelronde | Standard de Liège | 5 - 0 (3 - 0)               | PEC Zwolle | Opstelling PEC Zwolle: |
| 6 september 2013 Aanvangstijd: 20:30 uur Plaats: Luik Stade Maurice Dufrasne Toeschouwers: n.n.b. Scheidsrechter: n.n.b.              | 5' Aline Zeler 32' Vanity Lewerissa 44' Aline Zeler 78' Kim Mourmans 81' Audrey Demoustier                                                                                  | Wedstrijdverslag            | | Olthuis, Brummel, Kogelman (60' Kets), Nijman, Scheggetmann (85' Bruinenberg), Heuvels, Van der Pol, Klein Braskamp, Smit, Frijlink, Van Brummelen Scheggetmann (70')                                               |
| 4e speelronde | Vrij | Vrij                        | Vrij | Vrij |
| 5e speelronde | PEC Zwolle | 0 - 4 (0 - 3)               | FC Twente | Opstelling PEC Zwolle: |
| 1 oktober 2013 Aanvangstijd: 19:30 uur Plaats: Zwolle IJsseldeltastadion Toeschouwers: n.n.b. Scheidsrechter: Fijke Hoogendijk        | | Wedstrijdverslag            | 30' Ellen Jansen 42' Ellen Jansen 44' Sherida Spitse (p) 69' Shanice van de Sanden                                                   | Olthuis, Brummel, Kogelman, Nijman, Heuvels (72' Scheggetmann), Van der Pol, Klein Braskamp, Bruinenberg (50' Frijlink), Smit, Van Brummelen, Van Daelen (54' Kets) Heuvels (44'), Brummel (64'), Smit (90+1')      |
| 6e speelronde | AFC Ajax | 7 - 0 (3 - 0)               | PEC Zwolle | Opstelling PEC Zwolle: |
| 4 oktober 2013 Aanvangstijd: 19:30 uur Plaats: Amsterdam Sportpark De Toekomst Toeschouwers: n.n.b. Scheidsrechter: Charla Rietkerk   | 20' Marjolijn van den Bighelaar 29' Desiree van Lunteren 38' Chantal de Ridder 46' Chantal de Ridder 67' Chantal de Ridder 83' Marjolijn van den Bighelaar 88' Babiche Roof | Wedstrijdverslag            | | Olthuis, Brummel, Nijman, Scheggetmann, Klein Braskamp, Bruinenberg, Smit, Frijlink, Van Brummelen, Van Daelen (70' Van der Pol), Kets                                                                              |
| 7e speelronde | PEC Zwolle | 1 - 3 (1 - 1) GEANNULEERD   | FC Utrecht | Opstelling PEC Zwolle: |
| 11 oktober 2013 Aanvangstijd: 19:30 uur Plaats: Zwolle IJsseldeltastadion Toeschouwers: n.n.b. Scheidsrechter: Lennart Fledderus      | 20' Sylvia Smit | Wedstrijdverslag            | 27' Anne Maguire 59' Wendy Mulder 70' Simone van de Weerd                                                                            | Olthuis, Brummel, Kogelman (79' Bruinenberg), Nijman, Scheggetmann, Heuvels (72' Van der Pol), Klein Braskamp, Smit, Frijlink, Van Brummelen, Kets Kogelman (68')                                                   |
| 8e speelronde | ADO Den Haag | 1 - 1 (1 - 3)               | PEC Zwolle | Opstelling PEC Zwolle: |
| 18 oktober 2013 Aanvangstijd: 19:30 uur Plaats: Den Haag Kyocera Stadion Toeschouwers: 533 Scheidsrechter: Franca Overtoom            | 17' Lisanne Grimberg | Wedstrijdverslag            | 19' Marianne van Brummelen 90+1' Jennieke van der Pol 90+4' Jennieke van der Pol                                                     | Heijne, Brummel, Kogelman, Nijman (47' Bruinenberg), Scheggetmann, Van der Pol, Klein Braskamp, Schepers (46' Heuvels), Smit, Frijlink, Van Brummelen (68' Kets)                                                    |
| 9e speelronde | Antwerp FC | 0 - 5 (0 - 1)               | PEC Zwolle | Opstelling PEC Zwolle: |
| 5 november 2013 Aanvangstijd: 20:30 uur Plaats: Antwerpen Bosuilstadion Toeschouwers: n.n.b. Scheidsrechter: n.n.b.                   | | Wedstrijdverslag            | 40' Marianne van Brummelen 64' Marianne van Brummelen 69' Jennieke van der Pol 71' Marije Brummel 78' Marianne van Brummelen         | Heijne, Brummel, Kogelman, Scheggetmann (67' Bruinenberg), Heuvels, Van der Pol (73' Kets), Klein Braskamp, Schepers, Smit, Frijlink, Van Brummelen (79' Van Daelen) Klein Braskamp (65'), Smit (89')               |
| 10e speelronde | PEC Zwolle | 0 - 3 (0 - 2)               | PSV/FC Eindhoven | Opstelling PEC Zwolle: |
| 8 november 2013 Aanvangstijd: 19:30 uur Plaats: Zwolle IJsseldeltastadion Toeschouwers: n.n.b. Scheidsrechter: Dhr. Kaper             | | Wedstrijdverslag            | 28' Lisanne Vermeulen 34' Lisanne Vermeulen 84' Judith Frijlink (e.d.)                                                               | Heijne, Brummel, Kogelman, Scheggetmann (60' Bruinenberg), Heuvels, Van der Pol (46' Kets), Klein Braskamp (80' Van Daelen), Schepers, Smit, Frijlink, Van Brummelen Heuvels (83')                                  |
| 11e speelronde | PEC Zwolle | 1 - 1 (0 - 1)               | sc Heerenveen | Opstelling PEC Zwolle: |
| 15 november 2013 Aanvangstijd: 19:30 uur Plaats: Zwolle IJsseldeltastadion Toeschouwers: n.n.b. Scheidsrechter: Dhr. Roosenburg       | 80' Marije Brummel | Wedstrijdverslag            | 45' Vivianne Miedema | Brekelmans, Brummel, Kogelman, Scheggetmann, Heuvels, Klein Braskamp, Schepers (56' Bruinenberg), Smit (76' Van Daelen), Frijlink, Van Brummelen, Kets Klein Braskamp (58'), Frijlink (64'), Bruinenberg (67')      |
| 12e speelronde | RSC Anderlecht | 7 - 4 (0 - 0)               | PEC Zwolle | Opstelling PEC Zwolle: |
| 29 november 2013 Aanvangstijd: 20:30 uur Plaats: Anderlecht Koning Boudewijnstadion Toeschouwers: n.n.b. Scheidsrechter: Dhr. Alexis  | 49' Pauline Crammer (p) 52' Lucinda Michez 61' Mégane Lerinckx 70' Pauline Crammer 78' Lucinda Michez 82' Lucinda Michez 88' Lucinda Michez (p)                             | Wedstrijdverslag            | 59' Marianne van Brummelen 76' Judith Frijlink 86' Jennieke van der Pol 90' Sylvia Smit (p)                                          | Heijne, Brummel, Kogelman, Scheggetmann, Heuvels, Klein Braskamp, Bruinenberg (64' Van der Pol), Smit, Van Brummelen, Van Daelen (75' Frijlink), Kets Heuvels (67')                                                 |
| 13e speelronde | PEC Zwolle | 3 - 1 (2 - 0)               | AA Gent | Opstelling PEC Zwolle: |
| 6 december 2013 Aanvangstijd: 19:30 uur Plaats: Zwolle IJsseldeltastadion Toeschouwers: n.n.b. Scheidsrechter: Dhr. Lennart Fledderus | 9' Tessa Klein Braskamp 51' Marianne van Brummelen 83' Jennieke van der Pol                                                                                                 | Wedstrijdverslag            | 64' Jassina Blom | Heijne, Brummel, Kogelman, Scheggetmann, Heuvels, Van der Pol, Klein Braskamp, Schepers, Smit, Frijlink, Van Brummelen Frijlink (31')                                                                               |
| 14e speelronde | Club Brugge | 1 - 4 (1 - 1)               | PEC Zwolle | Opstelling PEC Zwolle: |
| 13 december 2013 Aanvangstijd: 19:30 uur Plaats: Brugge Jan Breydelstadion Toeschouwers: n.n.b. Scheidsrechter: Dhr. Robin Lefever    | 18' Ingrid de Rycke | Wedstrijdverslag            | 42' Jennieke van der Pol 69' Marije Brummel 75' Sylvia Smit 78' Marianne van Brummelen                                               | Heijne, Brummel, Kogelman, Scheggetmann, Heuvels, Van der Pol (83' Jager), Klein Braskamp, Schepers, Smit, Frijlink, Van Brummelen Van Brummelen (14'), Frijlink (33'), Smit (52')                                  |
| 15e speelronde | PEC Zwolle | 0 - 1 (0 - 1)               | Oud-Heverlee Leuven | Opstelling PEC Zwolle: |
| 20 december 2013 Aanvangstijd: 19:30 uur Plaats: Zwolle Oosterenkstadion Toeschouwers: n.n.b. Scheidsrechter: Dhr. Martin Wateler     | | Wedstrijdverslag            | 33' Marije Brummel (e.d.) | Heijne, Brummel, Kogelman, Scheggetmann (70' Jager), Heuvels, Van der Pol, Klein Braskamp, Schepers, Bruinenberg (45' Van Daelen), Frijlink, Van Brummelen                                                          |
| 16e speelronde | PEC Zwolle | 1 - 2 (0 - 1)               | WD Lierse SK | Opstelling PEC Zwolle: |
| 17 januari 2014 Aanvangstijd: 19:30 uur Plaats: Zwolle IJsseldeltastadion Toeschouwers: n.n.b. Scheidsrechter: n.n.b.                 | 34' Tessa Klein Braskamp |                             | 63' Justine Vanhaevermaet 89' Silke Leynen                                                                                           | Heijne, Brummel, Kogelman, Scheggetmann, Jager, Van der Pol, Klein Braskamp, Smit, Frijlink, Van Brummelen, Van Daelen Jager (45')                                                                                  |
| 17e speelronde | SC Telstar VVNH | 0 - 4 (0 - 1)               | PEC Zwolle | Opstelling PEC Zwolle: |
| 24 januari 2014 Aanvangstijd: 19:30 uur Plaats: Velsen-Zuid TATA Steelstadion Toeschouwers: n.n.b. Scheidsrechter: Dhr. Duindam       | | Wedstrijdverslag            | 44' Sharon Kok (e.d.) 74' Sylvia Smit 83' Marianne van Brummelen 89' Yvette van Daelen                                               | Heijne, Brummel, Kogelman, Scheggetmann, Heuvels, Van der Pol (66' Kets), Klein Braskamp, Smit, Frijlink, Van Brummelen (88' Jager), Van Daelen                                                                     |
| 18e speelronde | PEC Zwolle | 0 - 3 (0 - 5)               | Standard de Liège | Opstelling PEC Zwolle: |
| 31 januari 2014 Aanvangstijd: 19:30 uur Plaats: Zwolle IJsseldeltastadion Toeschouwers: n.n.b. Scheidsrechter: Dhr. Broers            | | Wedstrijdverslag            | 27' Sanne Schoenmakers 37' Tessa Wullaert 41' Cecile De Gernier 67' Maud Coutereels 74' Vanity Lewerissa                             | Heijne, Brummel, Kogelman, Scheggetmann, Heuvels (46' Kets), Van der Pol (46' Nijman), Klein Braskamp, Smit, Frijlink, Van Brummelen, Van Daelen (74' Borg) Heuvels (23'), Klein Braskamp (40')                     |
| 19e speelronde | Vrij | Vrij                        | Vrij | Vrij |
| 20e speelronde | FC Utrecht | GEANNULEERD                 | PEC Zwolle | Opstelling PEC Zwolle: |
| 28 februari 2014 Aanvangstijd: 19:30 uur Plaats: Utrecht Stadion Galgenwaard Toeschouwers: n.n.b. Scheidsrechter: n.n.b.              | |                             | | |
| 21e speelronde | PEC Zwolle | 0 - 7 (0 - 2)               | ADO Den Haag | Opstelling PEC Zwolle: |
| 14 maart 2014 Aanvangstijd: 19:30 uur Plaats: Zwolle IJsseldeltastadion Toeschouwers: n.n.b. Scheidsrechter: Dhr. Kampman             | | Wedstrijdverslag            | 11' Vesna Veltrop 44' Lineth Beerensteyn 51' Kitty Susan 53' Lisanne Grimberg 58' Kitty Susan 78' Renate Jansen 88' Lisanne Grimberg | Olthuis, Brummel, Kogelman, Borg, Nijman, Van Vilsteren, Van der Pol, Klein Braskamp, Schepers, Smit, Van Daelen (57' Van Brummelen) Borg (61')                                                                     |
| 22e speelronde | FC Twente | 6 - 2 (3 - 0)               | PEC Zwolle | Opstelling PEC Zwolle: |
| 21 maart 2014 Aanvangstijd: 19:30 uur Plaats: Enschede De Grolsch Veste Toeschouwers: n.n.b. Scheidsrechter: n.n.b.                   | 8' Jill Roord 16' Shanice van de Sanden 26' Ellen Jansen 60' Jill Roord 78' Marlous Pieëte 88' Jill Roord                                                                   | Wedstrijdverslag            | 52' Marianne van Brummelen 59' Marianne van Brummelen                                                                                | Olthuis, Brummel, Kogelman (73' Borg), Nijman, Van Vilsteren, Scheggetmann, Klein Braskamp, Smit, Frijlink, Van Brummelen, Kets (73' Van der Pol) Frijlink (72')                                                    |
| 23e speelronde | PEC Zwolle | 2 - 2 (1 - 2)               | AFC Ajax | Opstelling PEC Zwolle: |
| 28 maart 2014 Aanvangstijd: 19:30 uur Plaats: Zwolle IJsseldeltastadion Toeschouwers: n.n.b. Scheidsrechter: n.n.b.                   | 45+1' Sylvia Smit 51' Sharon Bruinenberg | Wedstrijdverslag            | 26' Eshly Bakker 31' Claudia van den Heiligenberg                                                                                    | Olthuis, Brummel, Kogelman (68' Schepers), Nijman (57' Jager), Scheggetmann, Van der Pol (46' Borg), Klein Braskamp, Bruinenberg, Smit, Van Brummelen, Kets                                                         |
| 24e speelronde | PSV/FC Eindhoven | 2 - 0 (2 - 3)               | PEC Zwolle | Opstelling PEC Zwolle: |
| 18 april 2014 Aanvangstijd: 19:30 uur Plaats: Eindhoven Jan Louwers Stadion Toeschouwers: n.n.b. Scheidsrechter: n.n.b.               | 39' Sabine Becx 45' Jeslynn Kuijpers |                             | 53' Sylvia Smit 56' Jennieke van der Pol 78' Tessa Klein Braskamp                                                                    | Olthuis, Brummel, Nijman, Scheggetmann, Van der Pol, Klein Braskamp, Schepers, Smit, Frijlink, Van Brummelen, Kets                                                                                                  |
| 25e speelronde | PEC Zwolle | 4 - 0 (2 - 0)               | Antwerp FC | Opstelling PEC Zwolle: |
| 25 april 2014 Aanvangstijd: 19:30 uur Plaats: Zwolle IJsseldeltastadion Toeschouwers: n.n.b. Scheidsrechter: n.n.b.                   | 9' Marianne van Brummelen 26' Judith Frijlink 63' Marianne van Brummelen 88' Sylvia Smit                                                                                    | Wedstrijdverslag            | | Olthuis, Brummel, Nijman (75' Schepers), Scheggetmann, Heuvels (71' Jager), Van der Pol, Klein Braskamp, Smit, Frijlink, Van Brummelen, Kets                                                                        |
| 26e speelronde | sc Heerenveen | 3 - 2 (2 - 1)               | PEC Zwolle | Opstelling PEC Zwolle: |
| 2 mei 2014 Aanvangstijd: 19:30 uur Plaats: Heerenveen Sportpark Skoatterwâld Toeschouwers: n.n.b. Scheidsrechter: Anita Hadders       | 20' Vivianne Miedema 45' Sisca Folkertsma 90' Tiny Hoekstra | Wedstrijdverslag            | 3' Judith Frijlink 81' Jennieke van der Pol                                                                                          | Olthuis, Heuvels (62' Schepers), Klein Braskamp, Nijman, Brummel, Van Brummelen, Van der Pol, Frijlink, Scheggetmann (86' Huls), Borg, Kets Klein Braskamp (70')                                                    |
| 27e speelronde | PEC Zwolle | 2 - 3 (2 - 1)               | RSC Anderlecht | Opstelling PEC Zwolle: |
| 16 mei 2014 Aanvangstijd: 19:30 uur Plaats: Zwolle IJsseldeltastadion Toeschouwers: n.n.b. Scheidsrechter: n.n.b.                     | 13' Marije Brummel 19' Judith Frijlink |                             | 5' Pauline Crammer 49' Pauline Crammer 73' Pauline Crammer                                                                           | Olthuis, Brummel, Kogelman (57' Van Vilsteren), Nijman, Scheggetmann, Jager, Van der Pol, Bruinenberg, Frijlink, Van Brummelen, Kets Jager (82')                                                                    |
| 28e speelronde | AA Gent | 1 - 3 (0 - 1)               | PEC Zwolle | Opstelling PEC Zwolle: |
| 23 mei 2014 Aanvangstijd: 20:30 uur Plaats: Gent Ghelamco Arena Toeschouwers: n.n.b. Scheidsrechter: Kenneth Dhont                    | 64' Florien Meulewater | Wedstrijdverslag            | 13' Jennieke van der Pol 46' Marije Brummel 82' Simone Kets                                                                          | Olthuis, Brummel, Kogelman, Jager (90' Van Vilsteren), Van der Pol, Klein Braskamp (90' Scheggetmann), Bruinenberg, Schepers, Frijlink, Van Daelen (86' Huls), Kets Klein Braskamp (60'), Frijlink (68')            |
| 29e speelronde | PEC Zwolle | 3 - 1 (1 - 0)               | Club Brugge | Opstelling PEC Zwolle: |
| 30 mei 2014 Aanvangstijd: 19:30 uur Plaats: Zwolle IJsseldeltastadion Toeschouwers: n.n.b. Scheidsrechter: Sjoukje de Jong            | 36' Marianne van Brummelen 65' Marianne van Brummelen 90' Jennieke van der Pol                                                                                              | Wedstrijdverslag            | 76' Amber de Priester | Olthuis, Brummel, Kogelman, Scheggetmann, Jager, Van der Pol, Klein Braskamp, Bruinenberg (58' Smit), Frijlink, Van Brummelen, Kets (75' Van Daelen)                                                                |
| 30e speelronde | Oud-Heverlee Leuven | 3 - 2 (2 - 0)               | PEC Zwolle | Opstelling PEC Zwolle: |
| 6 juni 2014 Aanvangstijd: 20:30 uur Plaats: Leuven Stadion Den Dreef Toeschouwers: n.n.b. Scheidsrechter: n.n.b.                      | 11' Karen Meeus 16' Kristien Elsen 88' Kristien Elsen |                             | 85' Jennieke van der Pol 90' Marianne van Brummelen                                                                                  | Olthuis, Brummel, Kogelman, Scheggetmann (83' Van Daelen), Jager, Van der Pol, Klein Braskamp, Smit, Frijlink, Van Brummelen, Kets (46' Bruinenberg)                                                                |

### KNVB Beker
| Achtste finale | ASV Wartburgia                                                                                   | 0 - 2 (0 - 1)                   | PEC Zwolle | Opstelling PEC Zwolle: |
| 15 februari 2014 Aanvangstijd: 14:30 uur Plaats: Amsterdam Sportpark Drieburg Toeschouwers: n.n.b. Scheidsrechter: n.n.b. |                                                                                                  |                                 | 41' Judith Frijlink 62' Judith Frijlink                                                                             | |
| Kwartfinale | PEC Zwolle                                                                                       | 2 - 2 (1 - 2, 2 - 2) w.n.s.     | SC Telstar VVNH | Opstelling PEC Zwolle: |
| 12 april 2014 Aanvangstijd: 19:30 uur Plaats: Zwolle IJsseldeltastadion Toeschouwers: n.n.b. Scheidsrechter: Hoogendijk   | 2' Marianne van Brummelen 78' Yvette van Daelen Tessa Klein Braskamp Sylvia Smit Judith Frijlink | Wedstrijdverslag Strafschoppen: | 30' Stefanie van der Gragt 34' Loïs Oudemast Niet bekend Stefanie van der Gragt Dominique Bruinenberg Loïs Oudemast | Olthuis, Heuvels (63' Borg), Klein Braskamp, Nijman (74' Van Daelen), Brummel, Van Brummelen, Van der Pol, Smit, Frijlink, Scheggetmann, Bruinenberg (63' Jager) |
| Halve finale | PEC Zwolle                                                                                       | 1 - 2 (1 - 1)                   | PSV/FC Eindhoven | Opstelling PEC Zwolle: |
| 11 mei 2014 Aanvangstijd: 14:30 uur Plaats: Zwolle IJsseldeltastadion Toeschouwers: n.n.b. Scheidsrechter: Deuring        | 26' Judith Frijlink (p)                                                                          | Wedstrijdverslag                | 12' Lisanne Vermeulen 58' Daniëlle van de Donk                                                                      | Olthuis, Klein Braskamp, Nijman (88' Jager), Brummel, Frijlink, Scheggetmann, Bruinenberg, Van Daelen, Borg, Schepers (67' Kogelman), Kets                       |

## Selectie en technische staf

### Selectie 2013/14
| Nr.             |                    | Naam                   | Competitie  | Competitie  | Beker       | Beker       | Totaal      | Totaal      | Seizoen     | Vorige club                          | Debuut            |             |             |             |
| Nr.             | W                  | Naam                   |             | W           |             | W           |             |             | Seizoen     | Vorige club                          | Debuut            |             |             |             |
| Doelvrouwen     | Doelvrouwen        | Doelvrouwen            | Doelvrouwen | Doelvrouwen | Doelvrouwen | Doelvrouwen | Doelvrouwen | Doelvrouwen | Doelvrouwen | Doelvrouwen                          | Doelvrouwen       | Doelvrouwen | Doelvrouwen | Doelvrouwen |
| --------------- | ------------------ | ---------------------- | ----------- | ----------- | ----------- | ----------- | ----------- | ----------- | ----------- | ------------------------------------ | ----------------- | ----------- | ----------- | ----------- |
| 16              | Vlag van Nederland | Saskia Brekelmans      | 1           | 0           | 0           | 0           | 1           | 0           | 1e          | SC Telstar VVNH                      | 15 november 2013  |             |             |             |
| 23              | Vlag van Nederland | Kimberly Heijne        | 10          | 0           | 0           | 0           | 10          | 0           | 3e          | Be Quick '28 (ama)                   | 18 oktober 2013   |             |             |             |
| 1               | Vlag van Nederland | Nadja Olthuis          | 16          | 0           | 2           | 0           | 18          | 0           | 4e          | sc Heerenveen                        | 2 september 2010  |             |             |             |
| Verdedigsters   |                    |                        |             |             |             |             |             |             |             |                                      |                   |             |             |             |
| 2               | Vlag van Nederland | Jolijn Heuvels         | 16          | 0           | 1           | 0           | 17          | 0           | 3e          | FC Twente                            | 2 september 2011  |             |             |             |
| 33              | Vlag van Nederland | Verena Jager           | 10          | 0           | 2           | 0           | 12          | 0           | 1e          | Beloften PEC Zwolle                  | 13 december 2013  |             |             |             |
| 3               | Vlag van Nederland | Mariska Kogelman       | 23          | 0           | 1           | 0           | 24          | 0           | 4e          | sc Heerenveen                        | 2 september 2010  |             |             |             |
| 5               | Vlag van Nederland | Nathalja Nijman        | 14          | 0           | 2           | 0           | 16          | 0           | 3e          | ATC '65 / beloften FC Twente Vrouwen | 7 oktober 2011    |             |             |             |
| 14              | Vlag van Nederland | Kyra Scheggetmann      | 26          | 0           | 2           | 0           | 28          | 0           | 2e          | Beloften PEC Zwolle                  | 29 maart 2013     |             |             |             |
| 17              | Vlag van Nederland | Jorie Schepers         | 14          | 0           | 1           | 0           | 15          | 0           | 1e          | Be Quick '28 (ama)                   | 30 augustus 2013  |             |             |             |
| 12              | Vlag van Nederland | Anouk van Vilsteren    | 4           | 0           | 0           | 0           | 4           | 0           | 1e          | Beloften PEC Zwolle                  | 14 maart 2014     |             |             |             |
| Middenveldsters |                    |                        |             |             |             |             |             |             |             |                                      |                   |             |             |             |
| 8               | Vlag van Nederland | Lydia Borg             | 5           | 0           | 2           | 0           | 7           | 0           | 3e          | DTS Ede (ama)                        | 23 september 2010 |             |             |             |
| 4               | Vlag van Nederland | Tessa Klein Braskamp   | 26          | 4           | 2           | 0           | 28          | 4           | 1e          | FC Twente                            | 30 augustus 2013  |             |             |             |
| 18              | Vlag van Nederland | Sharon Bruinenberg     | 18          | 1           | 2           | 0           | 20          | 1           | 2e          | Beloften PEC Zwolle                  | 16 maart 2013     |             |             |             |
| 6               | Vlag van Nederland | Marije Brummel         | 27          | 5           | 2           | 0           | 29          | 5           | 1e          | PSV/FC Eindhoven                     | 30 augustus 2013  |             |             |             |
| 20              | Vlag van Nederland | Lieke Huls             | 2           | 0           | 0           | 0           | 2           | 0           | 1e          | CTO Amsterdam (ama)                  | -                 |             |             |             |
| 10              | Vlag van Nederland | Sylvia Smit            | 23          | 7           | 1           | 0           | 24          | 7           | 3e          | sc Heerenveen                        | 2 september 2011  |             |             |             |
| Aanvalsters     |                    |                        |             |             |             |             |             |             |             |                                      |                   |             |             |             |
| 26              | Vlag van Nederland | Rosalie Brink          | 0           | 0           | 0           | 0           | 0           | 0           | 1e          | Beloften PEC Zwolle                  | 1 maart 2013      |             |             |             |
| 7               | Vlag van Nederland | Marianne van Brummelen | 26          | 16          | 1           | 1           | 27          | 17          | 3e          | FC Twente                            | 2 september 2011  |             |             |             |
| 19              | Vlag van Nederland | Yvette van Daelen      | 16          | 1           | 2           | 1           | 18          | 2           | 2e          | Beloften PEC Zwolle                  | 9 november 2012   |             |             |             |
| 11              | Vlag van Nederland | Judith Frijlink        | 25          | 4           | 3           | 3           | 28          | 7           | 4e          | Be Quick '28 (ama)                   | 2 september 2010  |             |             |             |
| 21              | Vlag van Nederland | Simone Kets            | 22          | 1           | 1           | 0           | 23          | 1           | 2e          | Beloften PEC Zwolle                  | 18 mei 2013       |             |             |             |
| 9               | Vlag van Nederland | Jennieke van der Pol   | 26          | 11          | 1           | 0           | 27          | 11          | 4e          | Be Quick '28 (ama)                   | 20 oktober 2010   |             |             |             |
| Nr.             |                    | Naam                   | W           |             | W           |             | W           |             | Seizoen     | Vorige club                          | Debuut            |             |             |             |
| Nr.             | Competitie         | Competitie             | Beker       | Beker       | Totaal      | Totaal      |             |             | Seizoen     | Vorige club                          | Debuut            |             |             |             |

### Technische staf
| Naam                  | Functie        |
| --------------------- | -------------- |
| Sebastiaan Borgardijn | Hoofdtrainer   |
| Maarten de Waart      | Fysiotherapeut |
| Christien Rens        | Verzorgster    |
| Mathijs Bouwhuis      | -              |
| Maike Jansen          | -              |

## Statistieken PEC Zwolle 2013/2014

### Eindstand PEC Zwolle Vrouwen in de Women's BeNe League 2013 / 2014
| Stand | Gespeeld | Gewonnen | Gelijk | Verloren | Punten | Doelpunten voor | Doelpunten tegen | Gele kaarten | Rode kaarten |
| ----- | -------- | -------- | ------ | -------- | ------ | --------------- | ---------------- | ------------ | ------------ |
| 11e   | 26       | 9        | 3      | 14       | 30     | 51              | 70               | 28           | 0            |

### Topscorers
| #                | Naam                         | Goal |
| ---------------- | ---------------------------- | ---- |
| 1.               | Marianne van Brummelen       | 16   |
| 2.               | Jennieke van der Pol         | 11   |
| 3.               | Sylvia Smit                  | 7    |
| 4.               | Marije Brummel               | 5    |
| 5.               | Tessa Klein Braskamp         | 4    |
| 5.               | Judith Frijlink              | 4    |
| 6.               | Sharon Bruinenberg           | 1    |
| 6.               | Yvette van Daelen            | 1    |
| 6.               | Simone Kets                  | 1    |
| Eigen doelpunten |                              |      |
| 1.               | Sharon Kok (SC Telstar VVNH) | 1    |
| Totaal           | Totaal                       | 51   |

| #      | Naam                   | Goal |
| ------ | ---------------------- | ---- |
| 1.     | Judith Frijlink        | 3    |
| 2.     | Marianne van Brummelen | 1    |
| 2.     | Yvette van Daelen      | 1    |
| Totaal | Totaal                 | 5    |

| #      | Naam        | Goal |
| ------ | ----------- | ---- |
| 1.     | Geen speler | -    |
| Totaal | Totaal      | -    |

### Kaarten
| #      | Naam                   |    |
| ------ | ---------------------- | -- |
| 1.     | Judith Frijlink        | 5  |
| 1.     | Tessa Klein Braskamp   | 5  |
| 2.     | Sylvia Smit            | 4  |
| 3.     | Jolijn Heuvels         | 3  |
| 4.     | Marije Brummel         | 2  |
| 4.     | Verena Jager           | 2  |
| 4.     | Kyra Scheggetmann      | 2  |
| 5.     | Lydia Borg             | 1  |
| 5.     | Sharon Bruinenberg     | 1  |
| 5.     | Marianne van Brummelen | 1  |
| 5.     | Mariska Kogelman       | 1  |
| Totaal | Totaal                 | 28 |

| #      | Naam        |   |
| ------ | ----------- | - |
| 1.     | Geen speler | - |
| Totaal | Totaal      | - |

| #      | Naam        |   |
| ------ | ----------- | - |
| 1.     | Geen speler | - |
| Totaal | Totaal      | - |

## Mutaties

### Zomer

#### Aangetrokken
| Nr. | Nat. | Naam                 | Van                 | Type         | Periode | Transfersom |
| --- | ---- | -------------------- | ------------------- | ------------ | ------- | ----------- |
| -   | NL   | Saskia Brekelmans    | SC Telstar VVNH     | Transfervrij | Zomer   | n.v.t.      |
| -   | NL   | Sharon Bruinenberg   | Beloften PEC Zwolle | Transfervrij | Zomer   | n.v.t.      |
| -   | NL   | Marije Brummel       | PSV/FC Eindhoven    | Transfervrij | Zomer   | n.v.t.      |
| -   | NL   | Lieke Huls           | CTO Amsterdam (ama) | Transfervrij | Zomer   | n.v.t.      |
| -   | NL   | Simone Kets          | Beloften PEC Zwolle | Transfervrij | Zomer   | n.v.t.      |
| -   | NL   | Tessa Klein Braskamp | FC Twente           | Transfervrij | Zomer   | n.v.t.      |
| -   | NL   | Kyra Scheggetmann    | Beloften PEC Zwolle | Transfervrij | Zomer   | n.v.t.      |
| -   | NL   | Jorie Schepers       | Be Quick '28 (ama)  | Transfervrij | Zomer   | n.v.t.      |
| -   | NL   | Anouk van Vilsteren  | Beloften PEC Zwolle | Transfervrij | Zomer   | n.v.t.      |

#### Vertrokken
| Nr. | Nat. | Naam              | Naar                     | Type           | Periode | Transfersom | Wed. | Dlpt. |
| --- | ---- | ----------------- | ------------------------ | -------------- | ------- | ----------- | ---- | ----- |
| -   | BE   | Maria-Laura Aga   | RSC Anderlecht           | Einde contract | Zomer   | n.v.t.      | 23   | 0     |
| -   | NL   | Jirre den Biesen  | DTS Ede                  | Einde contract | Zomer   | n.v.t.      | 16   | 2     |
| -   | NL   | Kelly Gilissen    | Stopt                    | Einde contract | Zomer   | n.v.t.      | 28   | 0     |
| -   | DE   | Hanna de Haan     | SV Werder Bremen         | Einde contract | Zomer   | n.v.t.      | 0    | 0     |
| -   | NL   | Jessica Jurg      | Hartford Hawks Athletics | Einde contract | Zomer   | n.v.t.      | 15   | 0     |
| -   | NL   | Lieke Lambers     | OZC                      | Einde contract | Zomer   | n.v.t.      | 3    | 0     |
| -   | NL   | Valerie Seinen    | Be Quick '28             | Einde contract | Zomer   | n.v.t.      | 11   | 0     |
| -   | NL   | Lisanne Vermeulen | PSV/FC Eindhoven         | Einde contract | Zomer   | n.v.t.      | 61   | 38    |
| -   | NL   | Lianne de Vries   | sc Heerenveen            | Einde contract | Zomer   | n.v.t.      | 37   | 2     |

#### Statistieken transfers zomer
| Gekochte spelers | Verkochte spelers | Gehuurde spelers | Verhuurde spelers | Spelers terug van verhuurperiode | Spelers einde van huurperiode | Transfervrij aangetrokken spelers | Transfervrij vertrokken spelers | Doorgestroomde jeugdspelers |
| ---------------- | ----------------- | ---------------- | ----------------- | -------------------------------- | ----------------------------- | --------------------------------- | ------------------------------- | --------------------------- |
| 0                | 0                 | 0                | 0                 | 0                                | 0                             | 0                                 | 0                               | 0                           |